# 莊沐倫
莊沐倫（2001年2月6日—）是台灣游泳運動員，現就讀於臺北市立大學。

## 經歷
參加2023年世界游泳錦標賽男子100公尺仰式，游出54秒95，儘管無緣晉級，但打破了全國紀錄，成為台灣首名游進55秒內的選手4。
2023年參加2022年亞洲運動會，200公尺仰式止步於預賽，50公尺仰式和100公尺仰式都已第7名作收，和蔡秉融、王冠閎、王星皓一同在4×100公尺混合式接力以3分38秒35的成績打破全國紀錄名列第4。